# Abisara sura
Abisara sura är en fjärilsart som beskrevs av Bennett 1950. Abisara sura ingår i släktet Abisara och familjen Riodinidae. Inga underarter finns listade i Catalogue of Life.